# Gradaterebra kowiensis
Gradaterebra kowiensis é uma espécie de gastrópode do gênero Gradaterebra, pertencente a família Terebridae.